# Campeonato Roraimense de Futebol Feminino
O Campeonato Roraimense Feminino é a principal competição futebolística da modalidade feminina do estado de Roraima organizado pela Federação Roraimense de Futebol (FRF).
Começou a ser disputado em 2001, e desde então, é dominado pelo São Raimundo, detendo o título de maior vencedor com dez conquistas. O Rio Negro é o atual campeão da competição.

## História
A primeira edição do Campeonato Roraimense Feminino foi realizada em 2001.
Em 2009, teve como vencedor o São Raimundo, que até hoje detém o posto de maior campeão do torneio. O clube possui dez títulos em toda a história do campeonato. Na temporada seguinte, o Atlético Roraima foi campeão da competição. Essas duas primeiras edições foram realizadas como Torneio Seletivo para a Copa do Brasil.
Nos anos de 2011 e 2012, o certame não foi disputado. Desde então o São Raimundo venceu todas as edições do campeonato, conquistando nove títulos de maneira consecutiva. Durante esse período a competição também não foi realizada em 2016. Em 2023, o Rio Negro quebrou a hegemonia do São Raimundo após vencer a decisão contra o mesmo por 3–1. O clube repetiu o feito na temporada seguinte.

## Campeões

### Títulos por clube
| Clube            | Título | Vice |
| ---------------- | ------ | ---- |
| São Raimundo     | 10     | 3    |
| Rio Negro        | 2      | 1    |
| Atlético Roraima | 1      | 7    |
| GAS              | —      | 1    |
| Progresso        | —      | 1    |

## Copa Boa Vista
A Copa Boa Vista ou também chamada de Campeonato Municipal é uma competição amadora de futebol feminino organizada pela Liga de Futebol Amador do Estado de Roraima (LIFAER) em parceria com a Prefeitura de Boa Vista desde 2015. O São Raimundo é o maior campeão com seis títulos.

### Títulos por clube
| Clube            | Título | Vice |
| ---------------- | ------ | ---- |
| São Raimundo     | 6      | 1    |
| Elite Roraimense | 2      | 1    |
| Atlético Roraima | 1      | 3    |
| Valência         | —      | 3    |
| São Caetano      | —      | 1    |